# Município de Newton (condado de Pike, Ohio)
O município de Newton (em inglês: Newton Township) é um município localizado no condado de Pike no estado estadounidense de Ohio. No ano de 2010 tinha uma população de 1.958 habitantes e uma densidade populacional de 24,56 pessoas por km².

## Geografia
O município de Newton encontra-se localizado nas coordenadas 39° 02′ 25″ N, 83° 05′ 23″ O. Segundo o Departamento do Censo dos Estados Unidos, o município tem uma superfície total de 79.72 km², da qual 78,57 km² correspondem a terra firme e (1,44 %) 1,14 km² é água.

## Demografia
Segundo o censo de 2010, tinha 1.958 habitantes residindo no município de Newton. A densidade populacional era de 24,56 hab./km². Dos 1.958 habitantes, o município de Newton estava composto pelo 97,65 % brancos, o 0,46 % eram afroamericanos, o 0,36 % eram amerindios, o 0,26 % eram asiáticos, o 0,05 % eram de outras raças e o 1,23 % eram de uma mistura de raças. Do total da população o 0,05 % eram hispanos ou latinos de qualquer raça.